# As Parceiras
As Parceiras é o primeiro romance da escritora brasileira Lya Luft, lançado em 1980. Já foi publicado na Alemanha.

## Enredo
"As Parceiras" conta a história de uma família marcada pela loucura, pela morte e pelo mundo decadente que a envolve e desagrada, em uma visão feminina. A narradora, Anelise, está à beira de um caos; entretanto, ela busca no passado as razões para sua infelicidade, encontrando coragem para enfrentar seus fantasmas: a avó Catarina, a tia Beata, a tia anã, sua amiga Adélia e a irmã Vânia.